# Faversham explosives industry

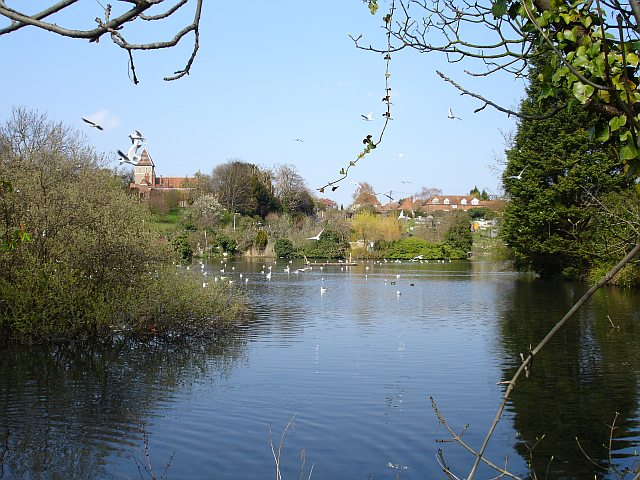
Lagoa de Stonebridge em Faversham.

Faversham explosives industry, é a designação coloquial do se afirma ser, o berço da indústria de explosivos do Reino Unido, que também se tornaria um de seus principais centros de produção. A primeira fábrica de pólvora no Reino Unido foi estabelecida no século XVI, possivelmente por iniciativa da abadia da cidade de Faversham. Com suas propriedades e dotações, os mosteiros estavam ansiosos para investir em tecnologia promissora.